# Tremont Avenue
Tremont Avenue è una stazione della metropolitana di New York situata sulla linea IND Concourse. Nel 2019 è stata utilizzata da 3 052 099 passeggeri. È servita dalla linea D sempre e dalla linea B durante le ore di punta.

## Storia
La stazione di Tremont Avenue fu costruita come parte della prima tratta della linea IND Concourse (da 205th Street a 145th Street), entrata in servizio il 1º luglio 1933.

## Strutture e impianti

### Architettura
Nel piano binari entrambi i muri esterni posseggono una linea spessa di colore rosso con un contorno di colore nero. Proprio su questa linea sono presenti delle targhette nere con scritto in bianco a lettere maiuscole TREMONT, riproduzioni di quelle originali del 1933.
Sempre sul piano binari troviamo delle colonne rosse, disposte ad intervalli regolari, e su di esse, in modo alternato, si trovano delle targhette nere con scritto in bianco il nome della stazione.
Nel mezzanino è inoltre presente un'opera d'arte, installata nel 2000, chiamata Uptown New York ed opera di Jeremiah Cox. È realizzata con un mix di vetro, marmo e mosaico e raffigura un palazzo del Bronx con un giardino pensile, dei panni appesi ad asciugare e, sullo sfondo, un cielo nuvoloso.

### Configurazione
La stazione ha tre binari e due piattaforme ad isola. Prima della ristrutturazione del 1999 la stazione possedeva un unico mezzanino, situato sopra il piano binari, che collegava le due entrate. L'entrata sul lato sud, quella sempre attiva, possiede tre scale che conducono su Tremont Avenue e due per le piattaforme. L'entrata sul lato nord, quella part-time, possiede invece due scale per la strada e altrettante per le piattaforme.
Al centro delle due piattaforme si trovano poi delle scale che conducono ad un deposito.

## Interscambi
La stazione è servita da alcune autolinee gestite da MTA Bus e NYCT Bus.
- Fermata autobus